# 波方町
波方町（なみかたちょう）は、愛媛県の東予地方にあった町。旧越智郡。高縄半島の北の突端にあり、瀬戸内海の交通の要衝として海運業が発展している。2005年1月に隣の今治市を含む12市町村と新設合併して現在は今治市である。

## 地理
愛媛県の最北端、高縄半島の先端（北端）に位置（島しょ部を除く）し、東・西・北の三方を海に囲まれている。

## 歴史

### 略史
中世以前
- 町内各地に縄文時代、弥生時代の遺跡が存在している。

藩政期
- 藩政期には松山藩の所領であった。長谷部家、片山家、大河内家らが庄屋を務めた。
- 幕末から明治初期に菊間瓦の原料となる粘土の運搬から海運業が起こり、明治4年に5隻が記録されている。後に素灰（すばい）舟や石炭舟も登場した。

近代
- 明治30年代前半 - 今治から綿ネル工場が進出し、主力産業の一つとなる。
- 日露戦争を期に石炭船が増える。
- 1889年（明治22年） - 波方尋常小学校が馬刀潟簡易小学校を統合。
- 1893年（明治26年） - 波止浜村と共同で大字波止浜に波止浜高等小学校開校。
- 1896年（明治29年） - 波方港の築港工事。以後、5回に渡って行われた。
- 大正時代後半 - 綿ネルからタオル工場へと次第に転換。タオルと海運の町としての骨格をなす。
- 昭和30年代 - ナシ園から柑橘園地への転換すすむ。
- 1915年12月 - 波方郵便局（現：小部郵便局）が開局。
- 1921年 - 小部〜今治間に定期自動車（バス）が運行開始。波方村役場に電話が開通。
- 1924年11月 - 予讃線今治駅〜大井駅（現：大西駅）が開通。
- 1929年12月 - 役場を新築。
- 1940年9月 - 波方郵便局が開局。
- 1949年
  - 7月 - 波方農業協同組合（現：越智今治農業協同組合）が設立される。
  - 10月 - 小部漁業協同組合、波方漁業協同組合が設立される。
- 1953年3月 - 波方港が地方港湾に指定される。
- 1955年7月 - 波方村報が創刊。
- 1960年3月 - 予讃線波方駅が開業。
- 1962年8月 - 有線放送業務開始。
- 1963年7月 - 中・四国フェリー（波方〜竹原）が運航開始。
- 1967年
  - 9月 - 波方･大西町衛生事務組合を設立。
  - 12月 - ごみ焼却場が完成。
- 1968年
  - 4月 - 栗島海員学校波方分校（現:国立波方海上技術短期大学校）が開校。
  - 10月 - 大池下団地造成事業（97区画）が完成。
- 1970年
  - 3月 - 役場新庁舎が完成。
  - 9月 - 中央公民館が完成。
- 1971年1月 - 玉川ダムより上水道分水開始。
- 1972年10月 - 宮脇住宅団地（72区画）が完成。
- 1973年4月 - 越智郡陸地部土地開発公社を設立。
- 1975年1月 - 宮崎工業団地が完成。
- 1976年3月 - 波方町社会福祉協議会が設立される。
- 1979年3月 - 波方･大西町衛生事務組合のごみ焼却場が完成。
- 1983年
  - 3月 - 福祉センターが完成。
  - 10月 - 波方ターミナルが操業開始[1]。
- 1985年5月 - 町民憲章を制定。
- 1987年3月 - 町民会館が完成。
- 1988年12月 - めぐりが丘団地（80区画）が完成。
- 1992年
  - 8月 - 波方町CATV（2016年より今治CATVが事業継承）が開局。大角海浜公園が完成。
  - 9月 - テクノなみかた（工業団地）が完成。
- 1993年3月 - 海山城展望公園が完成。
- 1994年12月 - 海山城ハイツ宅地（151区画）造成完成。
- 1997年11月 - 町立図書館がオープン。
- 1998年3月 - 町環境美化センター（波方一般廃棄物最終処分場）が完成。
- 2003年3月 - LPG国家備蓄基地波方基地の建設工事に着手。

### 沿革
- 1889年（明治22年）12月15日 - 町村制施行に伴い樋口村、波方村、小部村、 森上村、 馬刀潟村、 宮崎村が合併して野間郡波方村（はがたむら）が成立。
- 1897年（明治30年）4月1日 - 野間郡が越智郡に統合される。
- 1960年（昭和35年）3月1日 - 波方村が町制施行して波方町（なみかたちょう）となる。
- 1960年（昭和35年）5月1日 - 字大浦の一部を今治市に編入。
- 2005年（平成17年）1月16日 - 今治市，菊間町，大西町，玉川町，朝倉村，吉海町，宮窪町，伯方町，上浦町，大三島町，関前村と合併して今治市となり、自治体としては消滅した。

```
波方町の系譜
（町村制実施以前の村）　（明治期）　　　　　　（昭和の合併）　　　（平成の合併）
　　　　　　　　　　　　町村制施行時　　　　　　　
波方　　━━━┓　　　　　　　　　　
樋口　　━━━┫　　　　　　　　　　　　　　　昭和35年3月1日
小部　　━━━┫　　　　　　　　　　　　　　　　町制施行　　　　　　
森上　　━━━╋━━━━━波方村━━━━━━━━波方町━━┳━━━━━┓
馬刀潟　━━━┫　　　　　　　　　　　　　　　　　　　　　┃　　　　　┃
宮崎　　━━━┛　　　　　　　　　　　　　　　　　　　　　┃　　　　　┃平成17年1月16日　
　　　　　　　　　　　　　　　　　　　　　　　　　　　　　┃あ　　　　┃新設合併、新・今治市発足
　　　　　　　　　　　　　　　　　　　　　　　　　今治市━┻━━━━━╋━━今治市
　　　　　　　　　　　　　　　　　　　　　　　　　朝倉村━━━━━━━┫
　　　　　　　　　　　　　　　　　　　　　　　　　玉川町━━━━━━━┫
　　　　　　　　　　　　　　　　　　　　　　　　　大西町━━━━━━━┫
　　　　　　　　　　　　　　　　　　　　　　　　　菊間町━━━━━━━┫
　　　　　　　　　　　　　　　　　　　　　　　　　吉海村━━━━━━━┫
　　　　　　　　　　　　　　　　　　　　　　　　　宮窪町━━━━━━━┫
　　　　　　　　　　　　　　　　　　　　　　　　　伯方町━━━━━━━┫
　　　　　　　　　　　　　　　　　　　　　　　　　上浦町━━━━━━━┫
　　　　　　　　　　　　　　　　　　　　　　　　　大三島町━━━━━━┫
　　　　　　　　　　　　　　　　　　　　　　　　　関前村━━━━━━━┛

あ -昭和35年5月1日　字大浦の一部を今治市に編入（境界変更）
（注記）今治市以下の市町村の合併以前の系譜はそれぞれの市・町・村の記事を参照のこと。

```

## 地域
明治の合併前の旧6か村の名がそのまま大字として継承され、波方町になっても継承された。なお、「波方」はもと「はがた」と読んだが、「伯方」と紛らわしいため、町制施行の際に読みを「なみかた」と変更した。
波方（なみかた）、小部（おべ、おおべ）、樋口（ひのくち）、馬刀潟（まてがた）、宮崎（みやざき）、森上（もりあげ）
なお、現在、今治市になってからの地名表記は、「波方町」を入れ、大字は省く。また、「波方」を、大浦（おおうら）、岡（おか）、郷（ごう）、波方（なみかた）、西浦（にしうら）、養老（ようろう）の6地区に分ける。
例 今治市波方町大浦

## 生活
下水道などの整備は越智郡のなかでも進んでいる。現在は波方地区での工事が進んでいる。ケーブルテレビ (CATV) も整備していて波方町自体がテレビ運営していた。（現在・今治市が運営する今治市波方CATVとなっている）インターネット基盤も整備されてインターネット接続も可能になった。現在ではデジタル放送にも対応出来るようになっている。

## 教育
波方町立保育所3箇所（現在・今治市立）、私立幼稚園1箇所、波方町立小学校1箇所（現在・今治市立）
中学校は今治市波止浜地区との共立中学校で愛媛県今治市及び波方町共立北郷中学校組合立北郷中学校と名前も長く全国的に珍しかった。だが、現在は今治市と合併したため今治市立北郷中学校である。
波方地区には、国立波方海上技術短期大学校がある。

## 産業
地方ではあるが、世界の海運界では非常に有名な地名であり海事都市の一部を構成する。海事都市については今治市の項を参照。
宮崎地区には液化石油ガスや石油製品の物流基地（波方ターミナル）が立地している他、2013年には石油天然ガス・金属鉱物資源機構のLPG国家備蓄基地が創業を開始した。
波方地区には檜垣造船（今治市）のブロック製造工場と港湾建設業の小林組（今治市）の建設資材置き場が進出している。

### 主要企業
- 今井タオル 本社･工場
- 小林組 本社
- 石油天然ガス・金属鉱物資源機構 波方国家石油ガス備蓄基地事業所
- 波方ターミナル 本社
- BEMAC 波方工場
- 檜垣造船 波方工場
- 芳栄工業 本社・工場

### 小売店
- Aコープ 波方店

### 金融機関
- 越智今治農業協同組合 波方支店･樋口支店･小部支店
- 伊予銀行 波方ATMコーナー
- 愛媛県信用漁業協同組合連合会 小部店
- 日本郵便 波方郵便局･小部郵便局

## 観光
- 国立大角海浜公園
- 海山城展望台
- 塔の峰

## 交通

### 航路
- 中・四国フェリー　波方港（愛媛県今治市） - 竹原港（広島県竹原市）
  - 利用客の減少で、2009年4月30日に廃止された。

### 鉄道
四国旅客鉄道（JR四国）
予讃線：波方駅

### 道路
県道
県道15号、県道38号

### バス
瀬戸内運輸（今治市）が今治市街と同市波方町地区を結んでいる。